# سفیدآب (چگنی)
سفیدآب روستایی در دهستان دوره بخش چگنی شهرستان چگنی استان لرستان ایران است.

## جمعیت
بر پایه سرشماری عمومی نفوس و مسکن در سال ۱۳۹۵ جمعیت این روستا ۴۲ نفر (۱۲خانوار) بوده‌است.